# Bartramia incana
Bartramia incana là một loài rêu trong họ Bartramiaceae. Loài này được Taylor mô tả khoa học đầu tiên năm 1848.